# Konstantin X. Dukas
Konstantin X. Dukas (1006–1067) byl císařem byzantské říše v letech 1059 až 1067.
Konstantin Dukas byl synem Andronika Duky, paflagonského aristokrata, který zřejmě sloužil jako guvernér thematu Moesia. Konstantin získal značný vliv, poté co se oženil se svojí druhou ženou Eudokií Makrembolitissou, která byla neteří patriarchy Michaela Kerularia. V roce 1057 Konstantin podporoval uzurpaci Izáka Komnena, avšak společně s ostatními představiteli dvorské byrokracie se stavěl proti císařovým reformám. I přes tuto tichou opozici vůči císaři byl Konstantin churavějícím Izákem v listopadu roku 1059 vybrán za nástupce, o což se velkou měrou přičinil všemocný ministr Michael Psellos. Izák abdikoval 24. listopadu 1059 a Konstantin Dukas byl korunován císařem.
Nový císař okamžitě ustanovil své dva syny a svého bratra Jana Duku za své spoluvládce. Skutečnou vládu vykonávala na místo Konstantina jeho manželka císařovna Eudokie a rovněž Michael Psellos, kteří prováděli politiku nakloněnou zájmům dvorské byrokracie a církevním kruhům. O armádu se příliš nestarali, čímž přispěli k osudovému oslabení byzantské obrany v kritickém momentě rostoucího ohrožení říše jak na západě (Normané), tak pokračujícími útoky Seldžuckých Turků a jejich turkických spojenců na východě.
Mezi někdejšími Izákovými stoupenci z řad maloasijské vojenské aristokracie byl zcela neoblíbený a v roce 1061 se ho dokonce pokusili zavraždit. Popularitu postrádal rovněž mezi širokými vrstvami obyvatelstva, neboť nechal razantně zvýšit daně, aby mohl financovat vojsko. V době Konstantinovy vlády ztratili Byzantinci většinu svých zbývajících italských držav (kromě území kolem pevnosti Bari) ve prospěch Normanů vedených Robertem Guiscardem. Malá Asie byla v této době vystavena ničivým útokům seldžuckého sultána Alp Arslána. Také balkánské provincie byly tvrdě sužovány nájezdy Uzů a Pečeněgů. Konstantin, který byl velmi starý a nemocný už v době nástupu na trůn, zemřel 22. května 1067. Po něm nastoupili na trůn jeho dva nezletilí synové, za něž vykonávala vládu jako regentka jejich matka, císařovna Eudokie.